# Cète
Pour les articles homonymes, voir Ceto (homonymie) et Cetus.

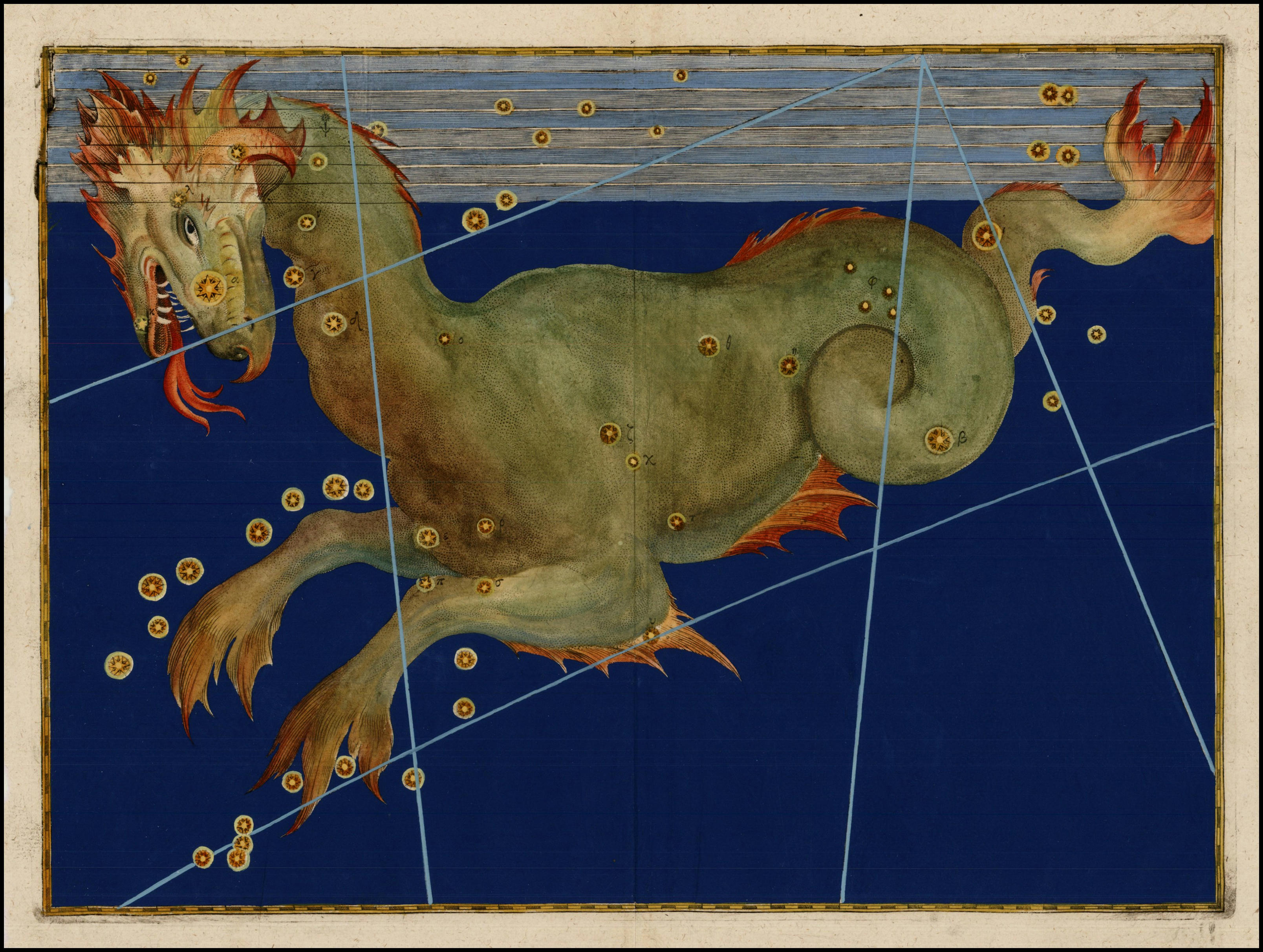
Représentation d'un cetus (cète), Johann Bayer, 1603.

Le cète (en latin cetus, du grec kêtos) est un monstre marin fabuleux décrit dans les bestiaires médiévaux. Cet animal, décrit sous son nom latin pour la première fois par Albert le Grand dans son De animalibus achevé en 1270, semble être apparenté aux baleines. La femelle de cet animal porte d'ailleurs dans ces bestiaires le nom de « baleine ». Albert le décrit comme le plus grand type poisson existant et en distingue plusieurs variétés. Aucune ne possède de branchies mais toutes respirent grâce à un « tuyau » (en réalité l'évent). Elle serait également à rapprocher du « cetos » décrit par Pline, qui recouvre un panel plus large de créatures marines.

## Description
Certains possèdent des poils sur le corps, d'autres ont la peau lisse. Parmi les variétés à peau lisse, il en décrit une possédant deux dents (canines) beaucoup plus longues que les autres et ressemblant aux défenses d'éléphants, qu'il appelle « broches » (culmi en latin). Cette description ressemble quelque peu au narval, au morse ou aux baleines à bec. Une autre n'aurait pas de dents mais une bouche « faite pour sucer ». Toutes deux ont de très grands yeux, dont le diamètre équivaut à 15 ou 20 hommes. Ils sont surmontés de cils de 8 pieds de long.
Albert indique que les organes reproducteurs du mâle sont internes, afin de ne pas gêner le mâle quand il nage, ce qui correspond à la réalité chez les cétacés. Néanmoins, il dit que le sperme de cète est un remède appelé ambre, ce qui est sans doute une assimilation à la spermaceti se trouvant à l'intérieur du crâne des cachalots et longtemps assimilé au liquide séminal de l'animal (animal qui émet aussi des résidus digestifs appelés « ambre gris »).
Selon Édouard Brasey, le cète ressemblait à une île. Albert indique au contraire qu'il ne croit pas aux traditions selon lesquelles cet animal se réfugie au fond de l'eau après l'accouplement pour devenir aussi gros qu'une île. Conformément aux mœurs de la baleine, le cète femelle décrite par Albert nourrit son petit et l'accompagne 3 à 4 ans.
Albert le Grand décrit également les cètes possédant des poils : ceux-ci possèdent également des « broches » qui leur serviraient à se suspendre aux rochers lorsqu'ils dorment. Contrairement aux cétacés, ces animaux semblent être terrestres et correspondent davantage aux morses. Pour tous ces spécimens, il indique également les méthodes de chasse ou de pêche.